# Eksjön, Lappland
Eksjön är en sjö i Dorotea kommun i Lappland och ingår i Ångermanälvens huvudavrinningsområde. Sjön har en area på 1,27 kvadratkilometer och ligger 323 meter över havet. Sjön avvattnas av vattendraget Eksjöbäcken.

## Delavrinningsområde
Eksjön ingår i det delavrinningsområde (711345-153614) som SMHI kallar för Utloppet av Eksjön. Medelhöjden är 355 meter över havet och ytan är 20,78 kvadratkilometer. Det finns inga avrinningsområden uppströms utan avrinningsområdet är högsta punkten. Eksjöbäcken som avvattnar avrinningsområdet har biflödesordning 6, vilket innebär att vattnet flödar genom totalt 6 vattendrag innan det når havet efter 272 kilometer. Avrinningsområdet består mestadels av skog (68 procent) och sankmarker (22 procent). Avrinningsområdet har 1,43 kvadratkilometer vattenytor vilket ger det en sjöprocent på 6,9 procent.